# François-Michel le Tellier

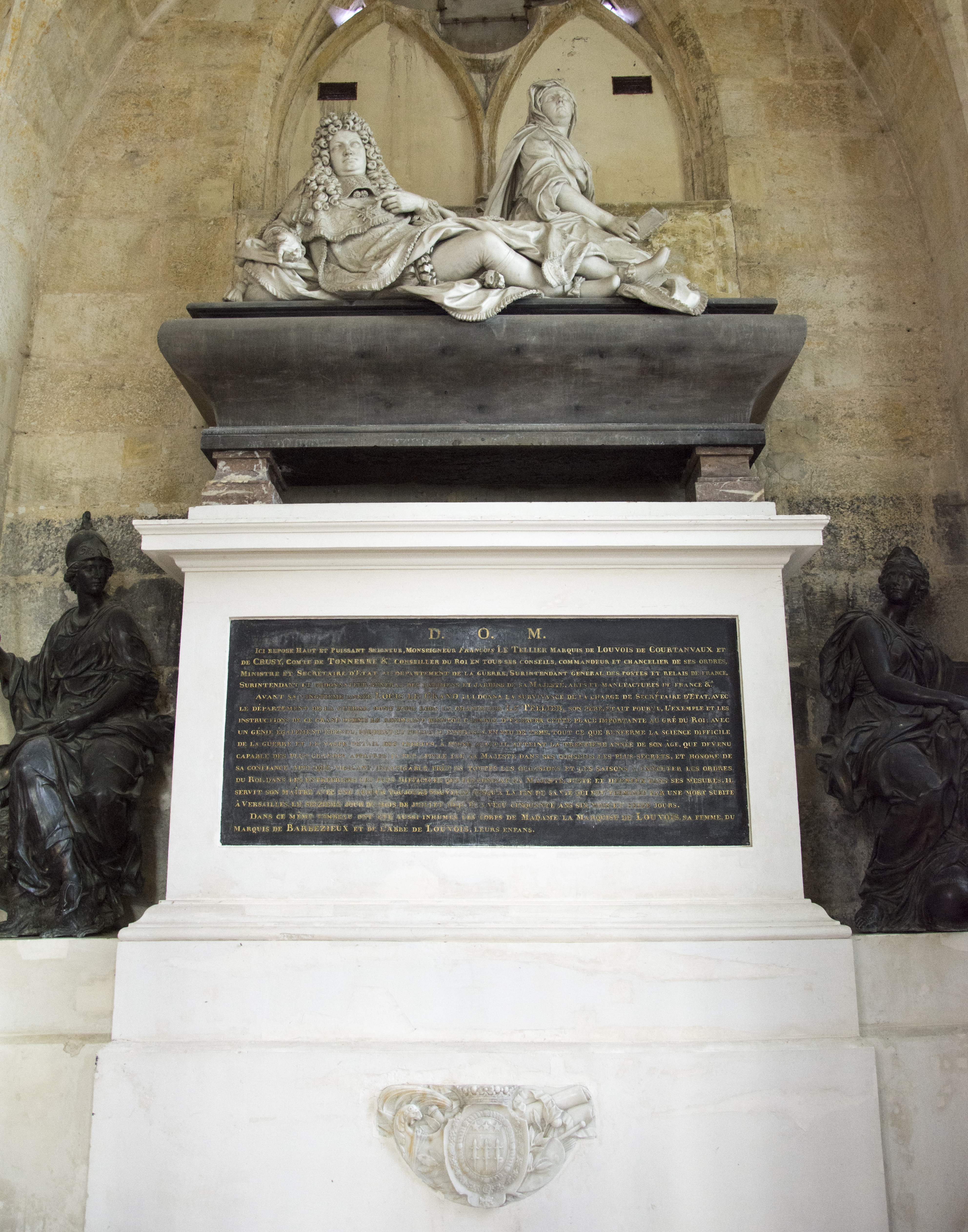
Grafmonument van François-Michel le Tellier en zijn vrouw Anne de Souvré in het Hôtel-Dieu de Tonnerre

François Michel Le Tellier, marquis de Louvois (Parijs, 18 januari 1641 - 16 juli 1691) was een Frans staatsman en onder Lodewijk XIV verantwoordelijk voor het leger. François Michel Le Tellier was getrouwd met Anne de Souvré, Marquise van Courtanvaux. Zij woonden in het Kasteel van Courtanvaux.

## Biografie
Al op jonge leeftijd werd hij opgeleid door zijn vader, Michel le Tellier. In 1667 volgde hij zijn vader op en reorganiseerde hij het leger. In deze functie heeft hij in belangrijke mate bijgedragen aan de machtsontwikkeling van Frankrijk. Vrijwilligers uit heel Europa stroomden toe om in het Franse leger te dienen. Als zij uitrukten, floten zij liedjes van Lully, de hofcomponist van Lodewijk XIV.
Hij ontwierp voor het leger een behoorlijk bevoorradingssysteem. Zo waren de Fransen in staat om lange veldtochten tot op grote afstand van het basiskamp te ondernemen. Er werden nieuwe rangen ingevoerd voor onbemiddelde, maar capabele officieren. De officieren moesten ook regelmatig oefenen en exerceren, iets wat tot dan toe niet gebruikelijk was. Hij richtte een corps de genie op en stichtte scholen voor artilleristen. Zelfs de cavalerie onderging verandering. De koning stond erop dat officieren van de cavalerie eerst een tijd bij de infanterie moesten dienen.
Generaals hadden er een hekel aan om bevelen van hem te krijgen, omdat hij een burger was. Louvois trok zich daar echter niets van aan. Zijn invloed was vaak doorslaggevend. Zo weerhield hij de koning ervan om in 1672 een vrede met de Republiek te sluiten; vanaf 1683, na de dood van Colbert was hij verantwoordelijk voor de bouw van het kasteel van Versailles; in 1685 bewerkstelligde hij een herroeping van het Edict van Nantes en in 1688 was hij verantwoordelijk voor de verwoesting van de Palts (door generaal Mélac). In dat jaar kocht hij van de erfgenamen van het huis Oranje-Nassau een kasteel in Monfort (Frankrijk). 
Tot twee keer toe hield hij de koning uitdrukkelijk voor niet in het huwelijk te treden met Madame de Maintenon, wat de koning uiteindelijk toch deed. In ongenade gevallen, stierf hij ten gevolge van een beroerte. Volgens de hertog van Saint-Simon werd hij vergiftigd, nog voordat hij kon worden opgepakt om te worden opgesloten in de Bastille. Tellier werd opgevolgd als minister van Oorlog ("secrétaire d'État de la Guerre") door zijn zoon Louis François Marie, markies van Barbezieux, maar deze zoon zou nooit de achting van Lodewijk XIV verkrijgen, en nooit minister van Staat worden.

## Het grafmonument van François-Michel le Tellier
François-Michel le Tellier, graaf van Tonnerre lag in het kapucijnenklooster te Parijs begraven. Tijdens de Franse Revolutie verborg men het graf in een gebouw dat men anno 2016 kent als École nationale supérieure des beaux-arts. Zijn graf werd toch gevonden en zijn resten verstrooid. In 1819 besloten zijn nazaten om een nieuw grafmonument in het hôtel-Dieu de Tonnerre te plaatsen, in de linkerkapel van de ziekenzaal.

## Bron
- Ritchie, W.K. (1978) Frankrijk onder Lodewijk XIV, p. 70-73.

- Biblioteca Nacional de España: XX1678128
- Bibliothèque nationale de France: cb119619611 (data)
- Digitale Bibliotheek voor de Nederlandse Letteren: tell018
- Gemeinsame Normdatei: 100194109
- International Standard Name Identifier: 0000 0001 2125 8463
- Library of Congress Control Number: n83220198
- Nationale Bibliotheek van Tsjechië: mzk2004252322
- Nationale Bibliotheek van Israël: 987007275738605171
- Nederlandse Thesaurus van Auteursnamen: 070618933
- RKD-Nederlands Instituut voor Kunstgeschiedenis: 497885
- Istituto Centrale per il Catalogo Unico: TO0V284338
- SNAC: w6dr48hp
- Système universitaire de documentation: 027617998
- Union List of Artist Names: 500288824
- Virtual International Authority File: 29542678
- WorldCat: E39PBJhCDQd7g3pkCRhpmFVXBP